# Alfa Romeo 40-60 HP
Alfa Romeo 40-60 HP är en tidigare bilmodell av det italienska biltillverkarföretaget Alfa Romeo.
Alfas modellprogram utökades 1913 av den sportiga modellen 40/60 HP. Modellens 4-cylindriga motor var på 6,1-liter och toppventilerna styrdes via stötstänger och två kamaxlar i vevhuset. Motorn utvecklade 73 hästkrafter vid 2 000 varv/minut och bilen komma upp i en hastighet på 120 km/tim. En hel del tävlingsframgångar nåddes med 40/60 HP-modellen. 1913 kom Franchinis 40/60 HP-bil två i backtävling Parma-Poggio de Berceto och följande år hamnade två 40/60 HP-bilar på tredje respektive fjärde plats i Targa Florio-tävlingen. Dessa bilar kördes av Franchini och Campari.